# Seppo Nikkari
Seppo Olavi Nikkari (* 6. Februar 1948 in Pomarkku; † 18. April 2022) war ein finnischer Leichtathlet.

## Leben
Seppo Nikkari wurde im westfinnischen Pomarkku geboren. Im Alter von 2 Jahren erkrankte er bereits an Leukämie.
1971 lief er die 3000 Meter in einer Zeit von 7:57,1 min. Bei den Olympischen Sommerspielen 1972 wurde er im Marathonlauf von München Elfter. Im Dezember des Jahres lief er beim Fukuoka-Marathon mit einer Zeit von 2:14:02,8 h einen neuen finnischen Rekord.
Im Oktober 1973 konnte Nikkari in Jyväskylä über 25.000 Meter mit einer Zeit von 1:14,55,6 h einen neuen Weltrekord aufstellen.